# Арсо (Вогези)
Арсо́ (фр. Harsault) — колишній муніципалітет у Франції, у регіоні Гранд-Ест, департамент Вогези. Населення — 396 осіб (2011).
Муніципалітет був розташований на відстані близько 300 км на схід від Парижа, 120 км на південь від Меца, 21 км на південний захід від Епіналя.

## Історія
До 2015 року муніципалітет перебував у складі регіону Лотарингія. Від 1 січня 2016 року належав до нового об'єднаного регіону Гранд-Ест.
1 січня 2017 року Арсо, Бен-ле-Бен i Отмуже було об'єднано в новий муніципалітет Ла-Вож-ле-Бен.

## Демографія
Динаміка населення (INSEE ):
Розподіл населення за віком та статтю (2006):
| Стать | Всього | До 15 років | 15-24 | 25-44 | 45-64 | 65-85 | Понад 85 |
| --- | ------ | ----------- | ----- | ----- | ----- | ----- | -------- |
| Чоловіки | 204    | 44          | 24    | 40    | 56    | 40    | 0        |
| Жінки | 204    | 40          | 12    | 48    | 56    | 44    | 4        |
| \| Статево-вікова піраміда \| Статево-вікова піраміда \| Статево-вікова піраміда \| \| ----------------------- \| ----------------------- \| ----------------------- \| \| Чоловіки \| Вік \| Жінки \| \| 0 \| 85 + \| 4 \| \| 4 \| 80-84 \| 8 \| \| 8 \| 75-79 \| 12 \| \| 20 \| 70-74 \| 8 \| \| 8 \| 65-69 \| 16 \| \| 12 \| 60-64 \| 12 \| \| 12 \| 55-59 \| 20 \| \| 12 \| 50-54 \| 4 \| \| 20 \| 45-49 \| 20 \| \| 16 \| 40-44 \| 8 \| \| 8 \| 35-39 \| 16 \| \| 12 \| 30-34 \| 8 \| \| 4 \| 25-29 \| 16 \| \| 4 \| 20-24 \| 8 \| \| 20 \| 15-20 \| 4 \| \| 20 \| 10-14 \| 12 \| \| 16 \| 5-9 \| 12 \| \| 8 \| 0-4 \| 16 \| |        |             |       |       |       |       |          |
| Статево-вікова піраміда |        |             |       |       |       |       |          |
| Чоловіки | Вік    | Жінки       |       |       |       |       |          |
| 0 | 85 +   | 4           |       |       |       |       |          |
| 4 | 80-84  | 8           |       |       |       |       |          |
| 8 | 75-79  | 12          |       |       |       |       |          |
| 20 | 70-74  | 8           |       |       |       |       |          |
| 8 | 65-69  | 16          |       |       |       |       |          |
| 12 | 60-64  | 12          |       |       |       |       |          |
| 12 | 55-59  | 20          |       |       |       |       |          |
| 12 | 50-54  | 4           |       |       |       |       |          |
| 20 | 45-49  | 20          |       |       |       |       |          |
| 16 | 40-44  | 8           |       |       |       |       |          |
| 8 | 35-39  | 16          |       |       |       |       |          |
| 12 | 30-34  | 8           |       |       |       |       |          |
| 4 | 25-29  | 16          |       |       |       |       |          |
| 4 | 20-24  | 8           |       |       |       |       |          |
| 20 | 15-20  | 4           |       |       |       |       |          |
| 20 | 10-14  | 12          |       |       |       |       |          |
| 16 | 5-9    | 12          |       |       |       |       |          |
| 8 | 0-4    | 16          |       |       |       |       |          |

## Економіка
2010 року серед 243 осіб працездатного віку (15—64 років) 159 були активними, 84 — неактивними (показник активності 65,4%, у 1999 році було 62,4%). З 159 активних мешканців працювало 126 осіб (77 чоловіків та 49 жінок), безробітними було 33 (14 чоловіків та 19 жінок). Серед 84 неактивних 27 осіб було учнями чи студентами, 28 — пенсіонерами, 29 були неактивними з інших причин.

У 2010 році в муніципалітеті числилось 173 оподатковані домогосподарства, у яких проживали 410,0 особи, медіана доходів виносила 13 935 євро на одного особоспоживача